# Habenaria vandenbergheniana
Habenaria vandenbergheniana är en orkidéart som beskrevs av Daniel Geerinck. Habenaria vandenbergheniana ingår i släktet Habenaria och familjen orkidéer. Inga underarter finns listade i Catalogue of Life.